# 空からの力
『空からの力』（そらからのちから）は、キングギドラの1枚目のオリジナル・アルバム。1995年12月10日発売。発売元はPヴァインレコード。

## 概要
K DUB SHINE、ZEEBRA、DJ OASISから成るヒップホップユニット・キングギドラのデビュー作である。
2015年6月17日には、20周年記念としてデモ音源やリミックスを収録したリマスター盤を発売した。Kダブシャインが発起で行われ、Kダブシャインは当時を振り返り、面白いことをやり今までのシーンを変えたかった、韻を踏むというカルチャーを日本語で発展させたかったと述べている。
本作は収録曲の3分の2はトラックが先行で、残りの3分の1はトピックを設けて作るという手法で制作された。テーマやトピックはリーダーのK DUB SHINEが主に決めていった。リリックやフロウに関してはアメリカのヒップホップを参考にし、リリシズムの追求も含めアメリカの人が自分達のラップを聴いた時にださいと思われないようにするため心掛けたという。
レコーディング当時、DJ OASISはキングギドラとして表舞台に上がることが少なく、音楽から身を引こうと思っており、またZEEBRAとK DUB SHINEも意見の相違で関係が悪い状態だった。しかし、リリース前に出回ったデモ・テープの影響は大きく、ラッパ我リヤのQは「デモ・テープを100回聞いた」と話すなど、日本語ラップのシーンを騒がせており、ここで発売しないと彼らに申し訳ないと思い、無我夢中でレコーディングをしていた。
ZEEBRAはこのアルバムを作る際に、1992年に発売された、小林よしのりの「ゴーマニズム宣言」に影響を受けている。ヒップホップではパブリック・エナミーが「隠された真実をあからさまにする」ことをやっていたが、「ゴーマニズム宣言」ではそれに近い感覚があり、日本でもやっていけるんじゃないのか、と思ったという。

## 収録曲
| #         | タイトル                            | 作詞                                        | 作曲        | 時間  |
| --------- | ----------------------------------- | ------------------------------------------- | ----------- | ----- |
| 1.        | 「未確認飛行物体接近中(急接近MIX)」 | H. Sakakura, K. Kagami                      | ZEEBRA      | 3:56  |
| 2.        | 「登場」                            | H. Sakakura, K. Kagami, U.Konomi, T. Kihara | ZEEBRA      | 1:41  |
| 3.        | 「見まわそう」                      | H. Sakakura, K. Kagami                      | ZEEBRA      | 3:41  |
| 4.        | 「大掃除」                          | H. Sakakura, T. Kihara, K. Kagami           | ZEEBRA      | 4:22  |
| 5.        | 「コードナンバー0117」              | H. Sakakura, K. Kagami                      | DJ OASIS    | 4:21  |
| 6.        | 「フリースタイル・ダンジョン」      | H. Sakakura                                 | ZEEBRA      | 4:57  |
| 7.        | 「空からの力〜Interlude」           | -                                           | DJ OASIS    | 1:00  |
| 8.        | 「空からの力 Part2」                | H. Sakakura, K. Kagami                      | DJ OASIS    | 4:46  |
| 9.        | 「星の死阻止」                      | H. Sakakura, K. Kagami                      | DJ OASIS    | 3:57  |
| 10.       | 「地下鉄」                          | -                                           | DJ OASIS    | 2:09  |
| 11.       | 「スタア誕生」                      | K. Kagami                                   | ZEEBRA      | 4:31  |
| 12.       | 「行方不明」                        | H. Sakakura, K. Kagami                      | K-DUB SHINE | 3:44  |
| 13.       | 「真実の弾丸」                      | H. Sakakura, K. Kagami                      | DJ OASIS    | 5:51  |
| 14.       | 「コネクション〜Outro」             | H. Sakakura, K. Kagami                      | ZEEBRA      | 1:50  |
| 合計時間: | 合計時間:                           | 合計時間:                                   | 合計時間:   | 50:45 |

## 楽曲解説
1. 未確認飛行物体接近中(急接近MIX)
  - オリジナル・ヴァージョンはコンピレーション・アルバム「BEST OF JAPANESE HIP HOP VOL.2」にSAGA OF K.G.名義で収録されている。なお、オリジナルはZeebra曰く「元々サンプリングで作っていたトラックを、（大人の事情で）弾き直しのトラックに差し替えたヴァージョン」であるとの事[7]。
2. 登場
  - UZI、T.A.K.THE RHYMEHEADが参加。西麻布YELLOWで行われたRIKO主催のイベント「HIP HOP JUNGLE」のライブ映像から音声を抜き出している[7]。
3. 見まわそう
  - Kダブ曰く「（アルバム内で）一番最初に出来た曲」との事。また、「当時の日本／東京を意識して『周りを観察することが大事だ』ってことが言いたかった」とも語っている。コンセプトはMASTER ACEの「TAKE A LOOK AROUND」の影響を受けたという[7]。
4. 大掃除
  - T.A.K.THE RHYMEHEADが参加。Kダブシャインのリリックでは1〜10まで同音異義語を使って数を数えており、その後も数十、百…と数を数えている[7]。
5. コードナンバー0117
  - 「見まわそう」と同じ時期に出来上がった曲。「117」は「時報」の意味の他に、キングギドラのイニシャルである「KG」も表す数字（K=11番目で、G=7番目のアルファベット）であるとの事。元々は10曲目の「地下鉄」のトラックを使用するつもりだったが、DJ OASISの意向で変更となった[7]。
6. フリースタイル・ダンジョン
  - Zeebraのソロ楽曲。NASの楽曲「NEW YORK STATE OF MIND」のイントロの喋り（日本語訳で"ラップのダンジョンで曲を作ろう"）が元ネタとなっている[7]。
7. 空からの力〜Interlude
  - アルバムタイトルにもなっている"空からの力"がタイトルにつけられている楽曲。イントロダクションで、次のPart.2へと続く。
8. 空からの力 Part2
  - CHUCK Dの"Power from the sky"というフレーズをコスリネタで使っており、空からの力というタイトルはこのフレーズの和訳から生まれた[7] [注釈 1]。
9. 星の死阻止
  - 環境問題をテーマにした曲[7]。
10. 地下鉄
  - 「コードナンバー0117」のデモ・ヴァージョンで使っていたオケを使用したスキット曲。使わないのはもったいないというメンバーの意向からスキットと形で制作された[7]。
11. スタア誕生
  - K DUB SHINEのソロ楽曲。本曲は所謂「ストーリーテリングもの」であり、1人の少女が転落していく様を鮮明に描いた非常に重い内容となっている。なお、Kダブによると本曲に関しては「典型的な、実際にありそうな感じの話を色々並べてみた」ものであると語っており、内容はフィクションである事を明言している[7]。
12. 行方不明
  - "バック・イン・ザ・デイ物"の要素をアルバムに入れる為に制作された。「他の曲よりエモーショナル且つハートフルな曲を作りたかった。」とKダブシャインは語っている[7]。
13. 真実の弾丸
  - デモテープにも収録されており、初期に制作された楽曲。メディア批判などをラップしている[7]。
14. コネクション
  - アルバムの最後に収録されたアウトロ曲。自分たちを応援してくれてた人たちにシャウトアウトしたいという意向で、この曲でシャウトアウトしている[7]。

### アナログ盤
[SIDE-A]
1. 未確認飛行物体接近中 (急接近MIX)
2. 見まわそう
3. 大掃除
4. コードナンバー0117
5. フリースタイル・ダンジョン

[SIDE-B]
1. 空からの力 PART 2
2. 星の死阻止
3. スタア誕生
4. 行方不明
5. 真実の弾丸

### リミックス盤
- INOVADERによるリミックス盤（アナログ盤）。1996年リリース。

[SIDE-A]
1. 空からの力 (MIND FUNK MIX)
2. 空からの力 (MIND FUNK MIX INSTRUMANTAL)
3. 空からの力 (ORIGINAL BONUS BEAT)

[SIDE-B]
1. 地獄絵図 (AOZの視点) (ORIGINAL VESION)
2. 地獄絵図 (AOZの視点) (INSTRUMENTAL)
3. 空からの力 (ACAPPELLA)

## 20周年記念エディション
- 発売から20年後の2015年にKGDR名義で期間限定生産盤として発売。初回限定盤には1998年にリリースしたVHS「影The Video」のDVD版を収録。

### 収録曲
1. 未確認飛行物体接近中 (急接近MIX)
2. 登場
3. 見まわそう
4. 大掃除
5. コードナンバー0117
6. フリースタイル・ダンジョン
7. 空からの力～Interlude
8. 空からの力 Part 2
9. 星の死阻止
10. 地下鉄
11. スタア誕生
12. 行方不明
13. 真実の弾丸
14. コネクション～Outro
15. 空からの力 (Mind Funk Remix)
  - INOVADERによるリミックス。2015年7月15日に完全生産限定・アナログ盤（7インチ）として発売。
16. 行方不明 (DJ Kensei's Smooth Mix)
  - DJ KENSEIによるリミックス。2015年7月15日に完全生産限定・アナログ盤（7インチ）として発売。
17. 真実の弾丸 (Flute Mix)
  - DJ KIYOによるリミックス。2015年7月15日に完全生産限定・アナログ盤（7インチ）として発売。
18. 見まわそう (Original Demo Version)
サビが完成版と異なり、ULTRAMAGNETIC MC'Sの「RAISE IT UP」のサビを意識したという[7]。
19. 空からの力 Part 1 (Original Demo Version)

### 初回限定盤DVD
1. OPENING～未確認飛行物体接近中 (Live)
2. 大掃除 (Live)
3. 見まわそう (Live)
4. 行方不明 (Live)
5. 行方不明 (DJ Kensei's Smooth Mix) (Music Clip)